# 205蚊子级导弹快艇
205项目“蚊式”（俄語：Проект 205 «Москит»），北约命名：黄蜂 Osa（为俄文拉丁拼写），是苏联海军第二代导弹快艇。 

## 历史
苏联海军第一代183R型导弹快艇便宜且有效（取得击沉以色列海军埃拉特号驱逐舰的战绩），但其續航力、適航性、居住条件差強人意，导弹发射筒易受海浪损坏。而且是木壳，雷达系統缺少火控功能，自卫武器薄弱（只有1门人工操纵简易光学瞄准双联装25毫米舰炮），对海雷达不足以在最大射程处发现敌舰，其17人的艇员组不足以充分发挥各系统效能。苏联因此決定研制更大的导弹快艇，以安装各种必须的子系统，充分发挥射程更遠的“P-15M”飛彈的威力。
1956年，蘇聯阿瑪斯中央海事設計局依據蘇聯戰術與技術規格開發下一代飛彈快艇，新型快艇決定與206型魚雷快艇共用艦體設計，強化武器，改善適航性。205型导弹快艇比上一代183R型导弹快艇的重量大四倍，艇员人数几乎加倍。钢制艇身，低且宽的上层建筑为铝合金，连续甲板，高乾舷，甲板边缘圆滑，以便在核战時易于冲掉核污染。
205型飛彈快艇從1960年開始量產，並軍援給蘇聯的盟邦，蘇聯量產了400艘以上，其中有100艘左右軍援國外，中華人民共和國也得到蘇聯的特許在國內產製205型，稱為6621型飛彈艇。阿瑪斯中央海事設計局在1961年研發可整合P-15T飛彈的205U型飛彈快艇（Osa II），後以205型為基礎研改205P型巡邏艇。

## 型号
- 205計畫("Osa I"): 原型，建造了160艘。使用方形飛彈箱，使用P-15反艦飛彈。
- 205E計畫: 装备KT-62K导弹发射具与P-25导弹，极速50 kn（93 km/h）。建造1艘
- 205Ch計畫: 艇上配电400 Hz的实验艇，建造1艘
- 205U計畫("Osa II"):換裝有摺疊彈翼的P-15U反艦飛彈，飛彈發射箱為圓形設計，增設四聯裝9K32可攜式防空飛彈發射架強化防空能力，建造32艘
- 205ER計畫: 205U型艇的出口版。
- 205M計畫: 更換射程更遠的P-15M飛彈，使用新的Graviy雷达系统。建造1艘
- 205mod計畫: P-15M导弹，建造19艘
- 205P計畫毒蜘蛛 ("Stenka"): 护卫艇.
- 206型家族，包括Shershen级鱼雷快艇（英语：Fast attack craft）、Turya级鱼雷快艇（英语：Turya class torpedo boat）、Matka级导弹快艇（英语：Matka class missile boat）。

## 使用者
苏联制造了175艘I型艇（太平洋舰队40艘，北方舰队25艘）、114艘II型艇（波罗的海舰队25艘，黑海舰队8艘，太平洋舰队5艘，里海区舰队2艘）。

### I型艇

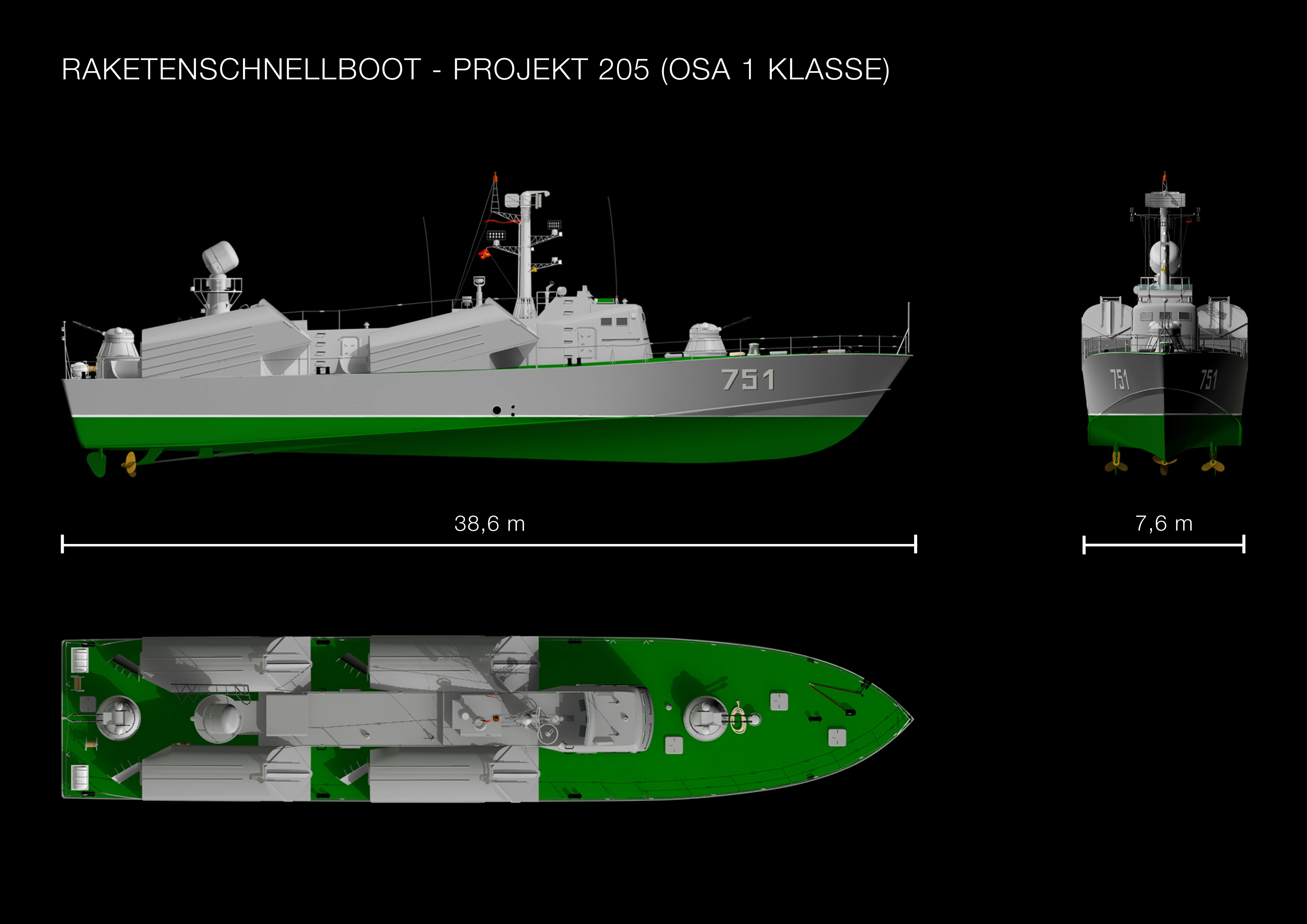
I型艇

2 艘在 1979
 5艘
 中国4艘引进，以及130艘技术转移制造的6621型导弹艇
 埃及3艘(另有2艘预备役） 截至2007年。1966–68年苏联援助13艘，2004年从5艘从南斯拉夫引进的二手艇，在黑山改装后2007年交付。
 东德15艘
 印度9艘
 拉脫維亞6艘前东德海军引进
 12艘
 波蘭13艘
 羅馬尼亞6艘
 叙利亚8艘
 南斯拉夫10艘
 1艘
 蒙特內哥羅4艘

### II型艇

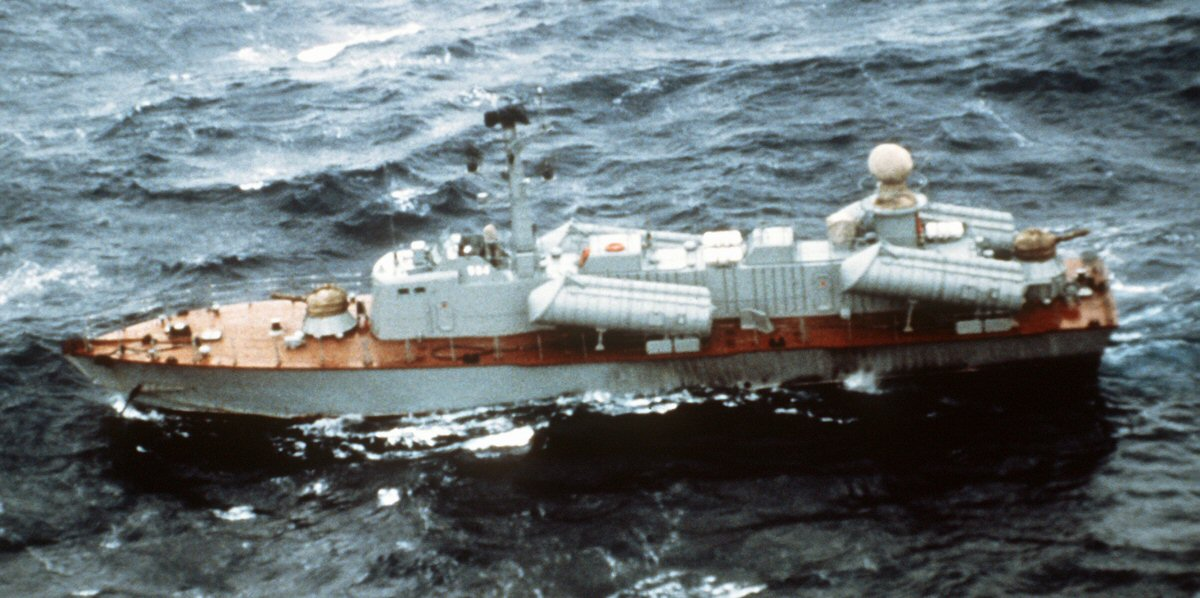
II型艇

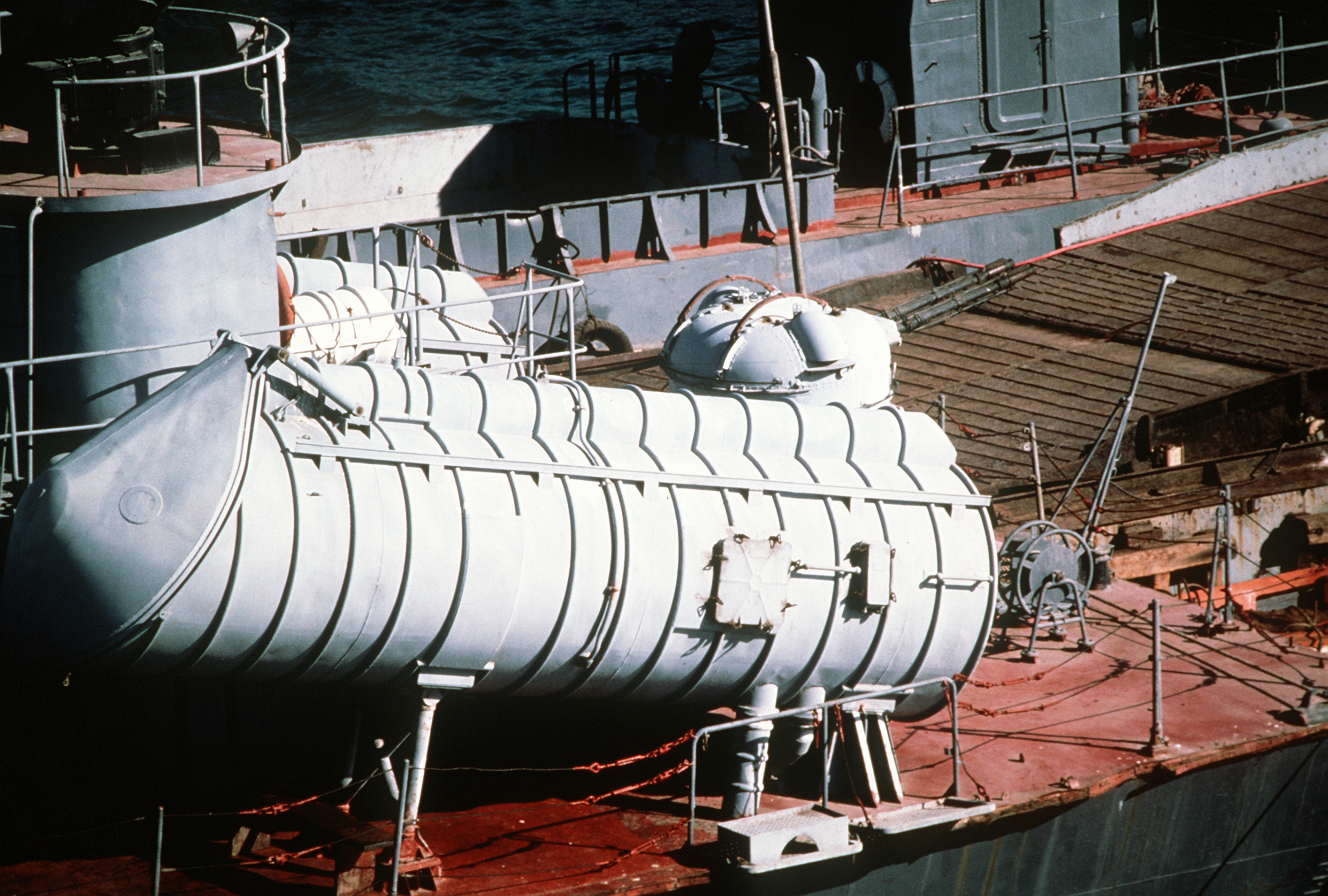
波-15M导弹

阿尔及利亚8艘
 安哥拉6艘
 1艘
 保加利亚3艘
 古巴13艘
 埃及4艘
 5艘
 芬兰4艘
 印度8艘
 伊拉克
 利比亞
 2艘
 叙利亚12 艘
 越南8 艘
 葉門18 艘